# Forte de Burgau
}}
O Forte de Burgau é um monumento militar, situado nas imediações da aldeia de Burgau, no município de Vila do Bispo, na região do Algarve, em Portugal. Foi classificado como Imóvel de Interesse Público em 1977.

## Descrição
O imóvel situa-se no alto de um cabeço junto ao mar, a uma cota de 81 m, a Sul da localidade de Burgau. Tem acesso pela Rua da Fortaleza.
Apresentava originalmente uma planta de forma quadrangular, que nunca chegou a receber modificações. Uma planta da fortaleza, feita no âmbito de uma inspecção em 1754, representa uma bateria com duas peças de ferro prontas, de calibre 6, viradas para o oceano, com um edifício a Norte que servia para alojamento do presídio, com uma abóbada de canhão. Esta casa tinha um terraço no topo, sendo desta forma um exemplo da utilização de um elemento tradicional do Algarve numa estrutura militar do século XVII. A bateria estava orientada de forma a cruzar fogo com o Forte de São Luís de Almádena. Foi construído utilizando pedra e alvenaria, tendo no período moderno sido modificado com cimento e tijolos.

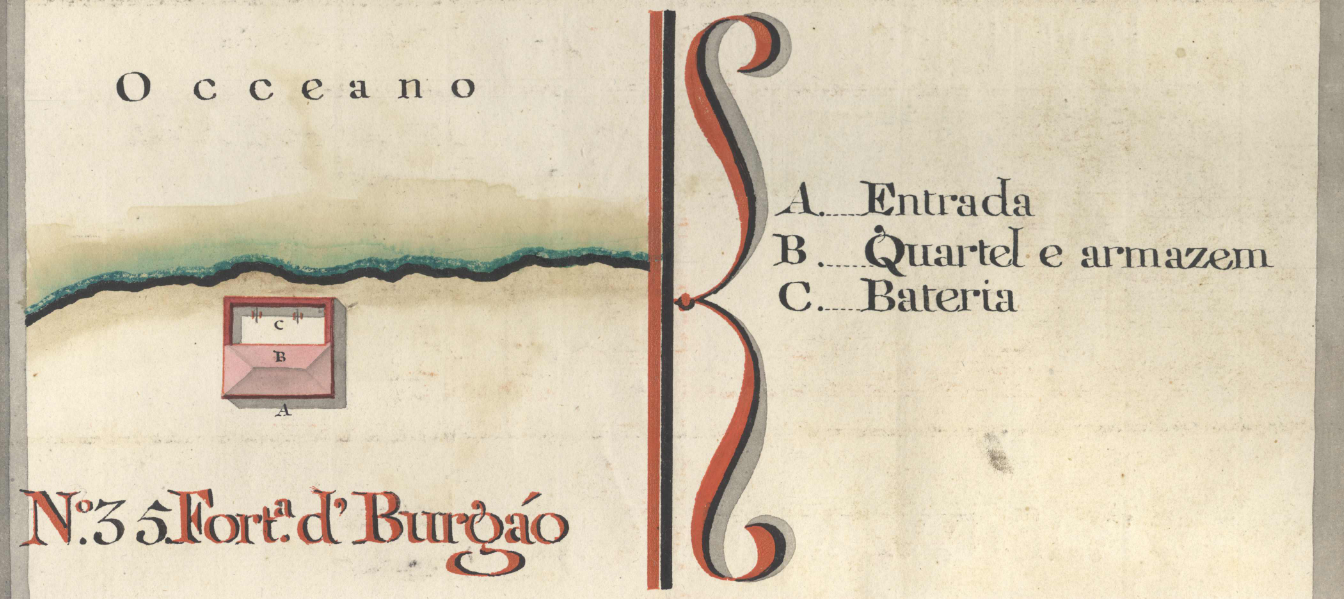
Planta do Forte do Burgau, elaborada pelo engenheiro militar José de Sande Vasconcelos e publicada em 1788.

## História
A primeira estrutura defensiva construida neste local terá sido uma torre de vigia, provavelmente construída durante o reinado de D. Manuel. A fortaleza terá sido instalada no século XVII, no reinado de D. João IV, sendo parte de um programa de construção das estruturas militares, na sequência da Guerra da Restauração. No entanto, a referência mais antiga ao forte só surge em 1754, durante o reinado de D. João V, como parte do relatório de uma inspecção feita às fortalezas na região do Algarve. O forte terá sido erguido para defender a povoação do Burgau, então um núcleo piscatório.
Foi danificada pelo Sismo de 1755, embora tenha sido logo alvo de obras de reconstrução e remodelação, como apontado por um relatório de 1763, onde se concluiu que a estrutura não precisava de mais intervenções. Em 1798, o presídio era formado por um cabo e seis soldados, e contava com duas peças de artilharia. Segundo um relatório de 1821, já se encontrava num avançado estado de ruína, tendo sido descrita pelo autor, o primeiro tenente do Real Corpo de Engenheiros Gregório António Pereira de Sousa, como «A altura dos parapeitos é de 3 palmos e meio e a grossura 4 e meio. Tem 2 peças de bronze desmontadas e 4 cobertas de abóbada em menos mau estado que poderão servir de paiol e alojamento. Está bastante arruinada e só merece consertos passageiros. Está abolida.». Durante a Guerra Civil Portuguesa entre 1832 e 1834, as forças nacionalistas equiparam o forte com duas peças de artilharia, de forma a defender a faixa costeira contra um possível desembarque liberal. Foi encerrado em 1834, após o final do conflito, tal como sucedeu com outras estruturas de defesa marítimas da região. Em 1840 já estava arruinado, e em 1849 já tinha sido parcialmente recuperado por um veterano e uma família, que habitavam nas antigas dependências do forte, mas em 1861 já estava novamente em mau estado de conservação. Em 1881, os edifícios onde antes se situavam os quartéis estavam a ser ocupados por um invisual. O edifício foi alienado pelo estado em 1943, tendo sido vendido ao capitão Pedro do Carmo Forçado, residente em Lagos.
Posteriormente, o forte foi deixado ao abandono, sendo apenas utilizado pelos habitantes locais como armazém ou dependência agrícola, tendo chegado a um avançado estado de degradação.

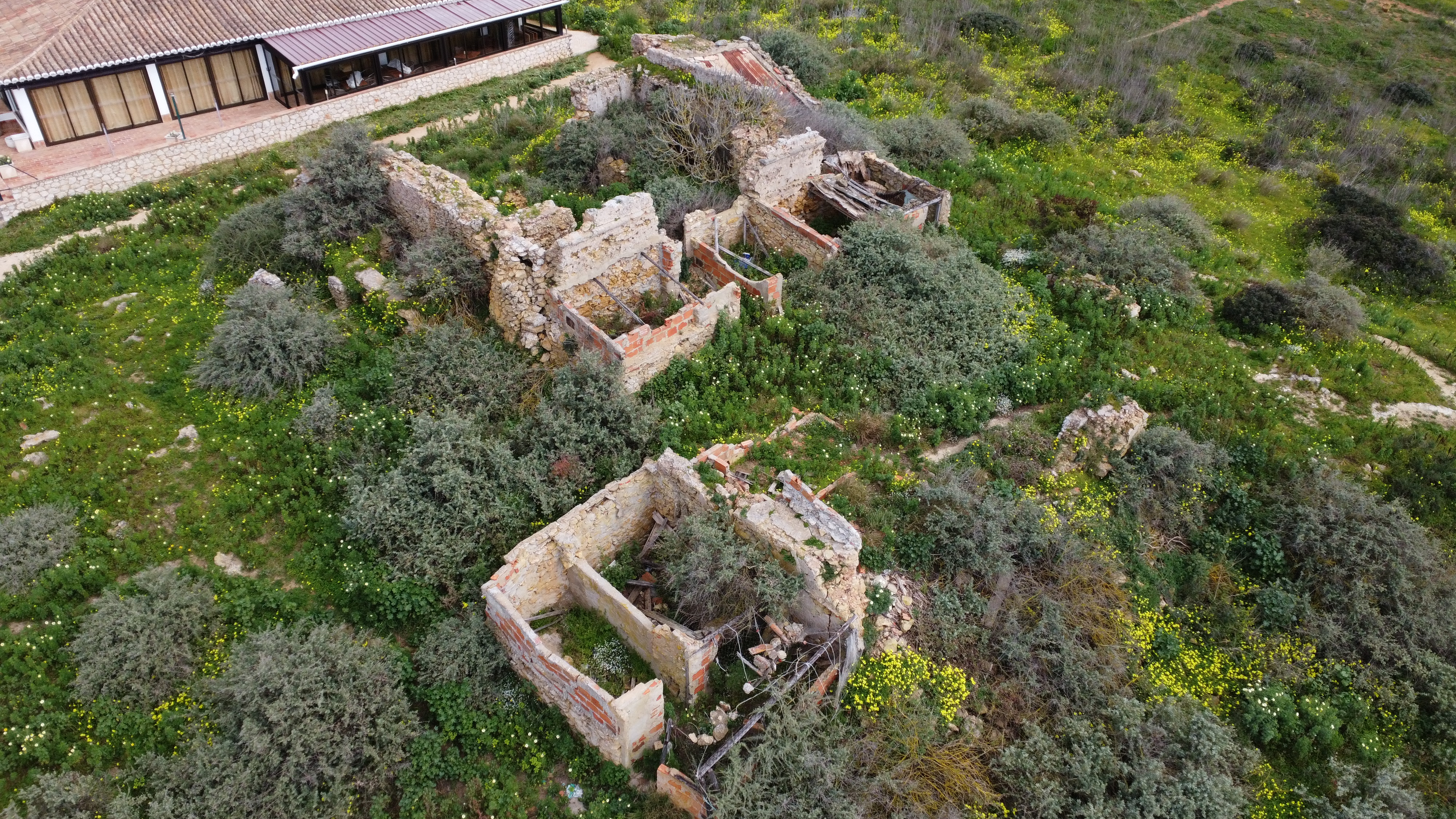
Vista aérea em Março de 2023, sendo visíveis as alterações que foram feitas após o seu encerramento ao serviço militar.

## Leitura recomendada
- ALMEIDA, João de (1948). Roteiro dos Monumentos Militares Portugueses. Volume III. Lisboa: [s.n.]
- COUTINHO, Valdemar (1997). Castelos, Fortalezas e Torres do Algarve. Faro: Algarve em Foco Editora
- NASCIMENTO, André; GARCIA, Nuno; DELGADO, Carlos (2004). Relatório Preliminar dos Trabalhos Arqueológicos - Sondagens Arqueológicas da Bateria do Burgau, Budens. [S.l.]: Empatia - Arqueologia, Lda.
- PARREIRA, Rui (2005). Fortalezas Marítimas en el Occidente del Algarve, Portugal. Poliorcética Fortificación y Plazas Fuertes. Valencia: Editorial Universidad Politécnica de Valencia